# Reneszánsz

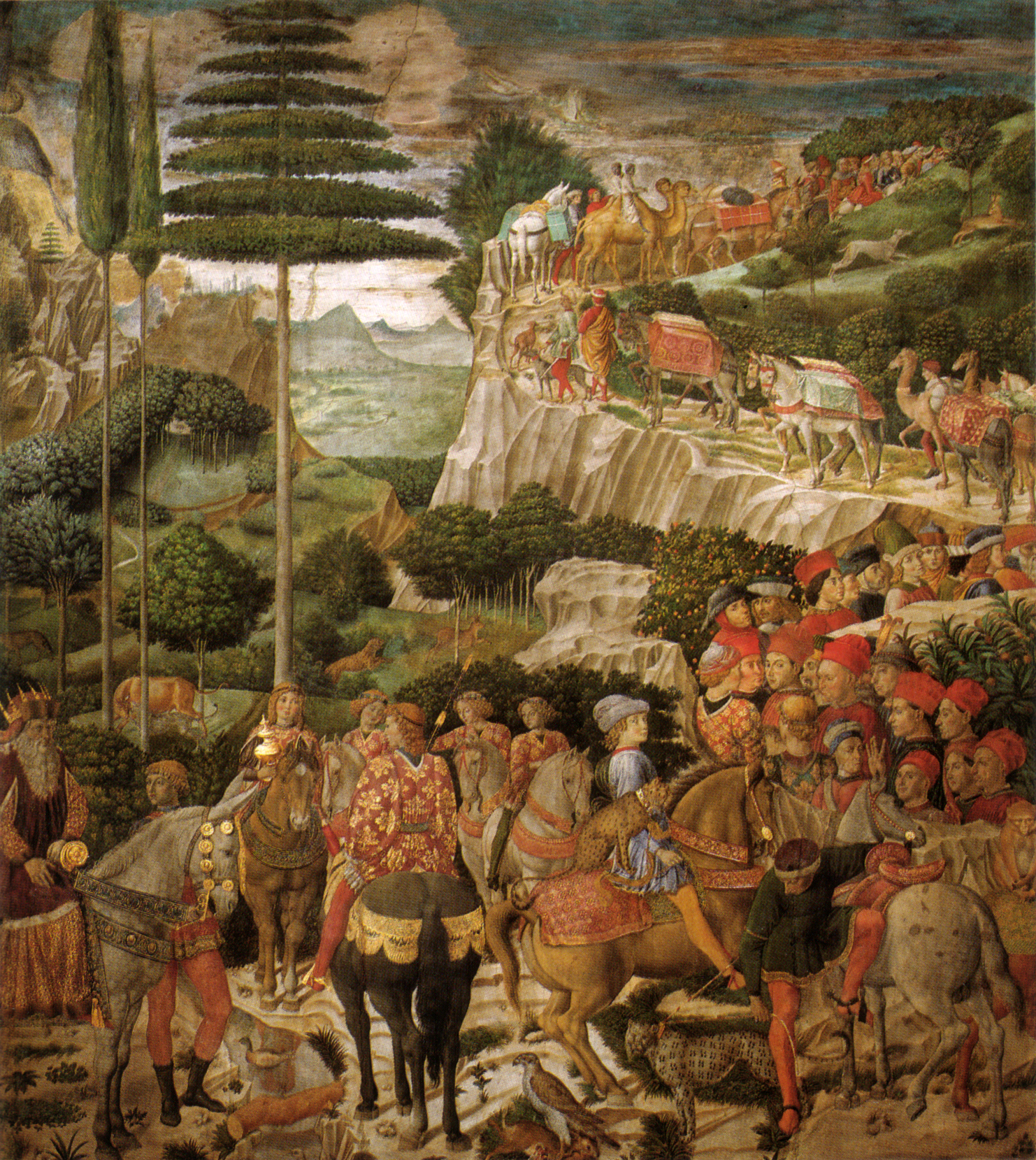
Benozzo Gozzoli: A Háromkirályok vonulása, freskó, Palazzo Medici-Riccardi-kápolna, Firenze

A reneszánsz (a francia renaissance a. m. újjászületés szóból) tudományos forradalmat, művészeti átalakulást, megújulást hozó, meghatározó kulturális mozgalom volt Európa újkori történelmének hajnalán. Egyben művelődéstörténeti és művészettörténeti korszak is, amely a középkor végét és az újkor elejét (korai újkor) felölelő átmeneti időszakra esik. Kezdetét Itáliában a 14. század végére teszik, de Európa többi részén csak később, leginkább a 16. század elején kezdődött.

## A reneszánsz tartalma
A reneszánsz megjelölést 1840 körül kezdték el történészek használni, elsősorban az ókori – főleg római és görög – klasszikus szövegek, ismeretek és ezek hasznosításának művészeti és tudományos újra-felfedezésére utal. A reneszánsz kort megelőző középkori tudományokat ugyanis babonásnak, a művészeteket primitívnek tekintették. Másodsorban ezeknek a szellemi tevékenységeknek az eredményeként, az európai kulturális élet általánosságban vett újjászületését is jelöli. A történészek a reneszánsz fogalmát kiterjesztően értelmezik. Váczy Péter, illetve Jacques Le Goff hangsúlyozzák, hogy a hagyományosan a 14–16. századok közé tett reneszánsz korszakát megelőzően is beszélhetünk reneszánsz korszakokról: Karoling-reneszánszról, Ottó-kori reneszánszról, illetve 12. századi reneszánszról.

## Korszakolás

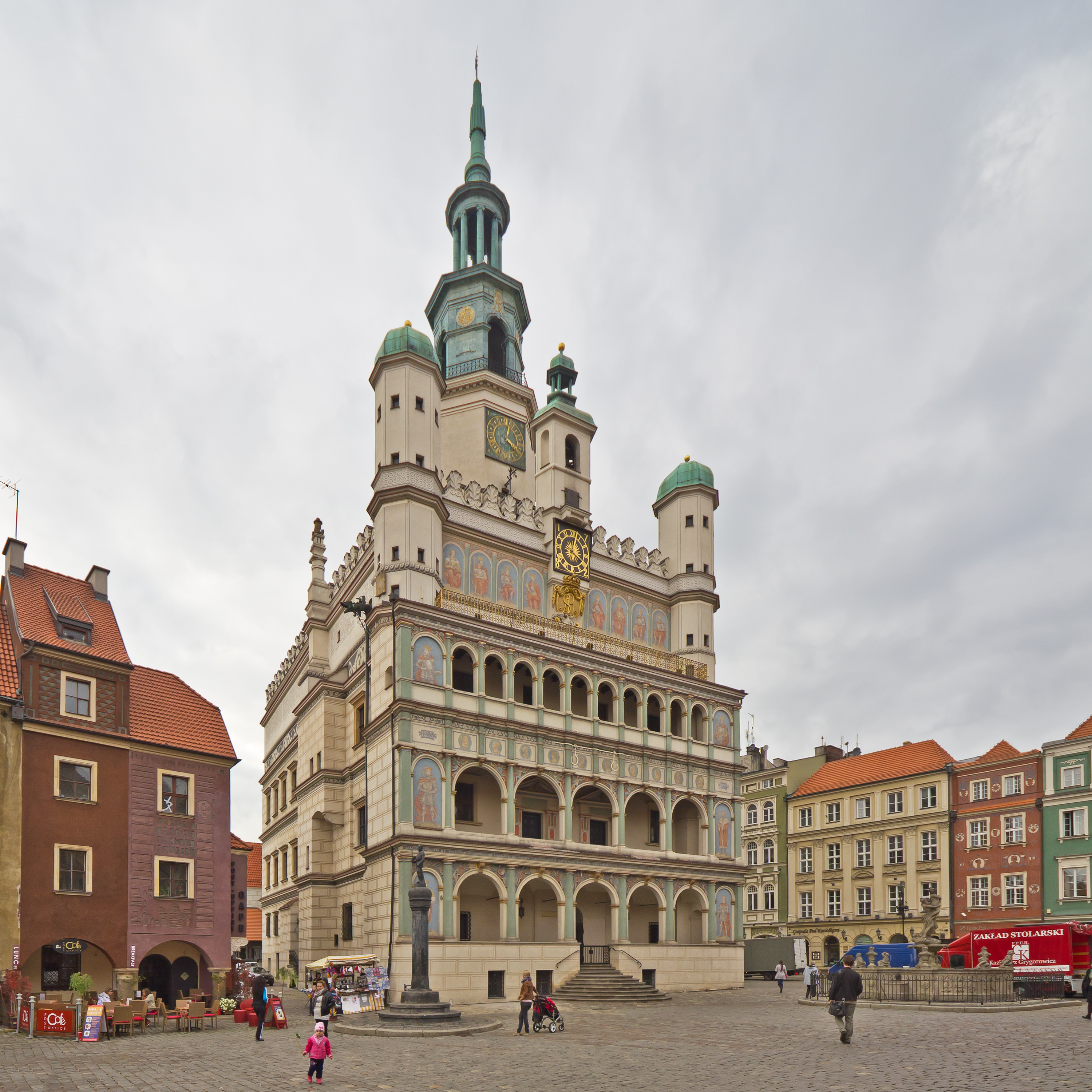
A poznańi városháza

- 14. század (Trecento, vagyis '300-as évek) – proto-reneszánsz (előreneszánsz): főleg az irodalomban jelenik meg (Dante, Petrarca, Boccaccio). A többi művészeti ágban még a gótika uralkodik.
- 15. század (Quattrocento, '400-as évek) – kora reneszánsz. A középkorból az olasz reneszánsz korába való átmenetnek tekinthető, elsősorban Róma, Firenze, Milánó, Velence és Nápoly városaiban.[2] Törekvés a tökéletesnek tartott antik művészet színvonalának elérésére, minden művészeti ágban. 1480-tól érett reneszánsz.
- 16. század (Cinquecento, '500-as évek) – eléri, sőt meghaladja az antikvitás színvonalát. A Cinquecento magába foglalja az érett itáliai reneszánsz stílusát és eseményeit. 1520–1600 között: késő reneszánsz, illetve manierizmus: a reneszánsz harmónia felbomlása, formanyelvének modorossá válása (maniera: modor).

## A reneszánsz kialakulása
A reneszánsz fokozatosan alakult ki különböző helyeken és időben, így elindulása, ezáltal formálisan a középkor vége nem kapcsolható meghatározott helyhez vagy időhöz. Kezdetét Észak-Itáliához kötik, külön kiemelve Firenze városát. Az itáliai Firenzében született, ahol virágzott az ipar, a bankok és a kereskedelem. Vagyonos családok, köztük a Medici-család városfejlesztésbe kezdtek és támogatták a kor művészetét. A reneszánsz jelentése újjászületés, megújulás. Ezt a kort kétarcú kornak is nevezzük, mivel a középkorból fejlődött ki, mégis az ókort utánozta.
Két szellemi irányzata volt, a humanizmus és a reformáció. A humanisták körében fontos az általános műveltség és a latin nyelv ismerete. A reformáció hívei hitújításra törekedtek. Az emberi értékek közé tartozott a tudás, valamint egyházi és a világi műveltség. Embereszménye a tudós humanista, aki beszéli az ókori nyelveket, jártas a filozófiában, filológiában, archeológiában. Boncolás segítségével tanulmányozzák az emberi és állati testeket. Az emberek érdeklődési köre a természet és az emberi test megfigyelésére összpontosul. Az életet az ókorral szemben nem siralomvölgynek tartják, hanem gazdag és értékes létezésnek. A reneszánsz irodalomban fontos a nemzeti nyelvek ismerete, az arányosság, a harmónia. Gyakori műfaj: a dal, a novella, a szonett, a tragédia és a komédia.
Itt alkotott a korai reneszánsz művész, Dante, az első író, aki személyében megtestesítette a reneszánsz szellemiségét.
A másik korai reneszánsz művész, Petrarca által elindított humanizmus hirdette, hogy az ember a Római Birodalom idején elérte teljesítőképessége csúcsát, és azóta a társadalmi pusztulás kora zajlik, ami megérdemli a sötét középkor elnevezést. Petrarca társadalmi, művészeti és műveltségi fejlődés tekintetében, nem pedig vallási események sorozatában szemlélte a történelmet. Az újjászületést ősi kéziratok és a humanista oktatási módszerek útján az ókori római és görög kulturális örökség újrafelfedezésében fogalmazta meg. Ezek a múltból származó új ötletek fejlődési gátat szakítottak át a művészetekben, a tudományban és más területeken.

## Itáliai reneszánsz

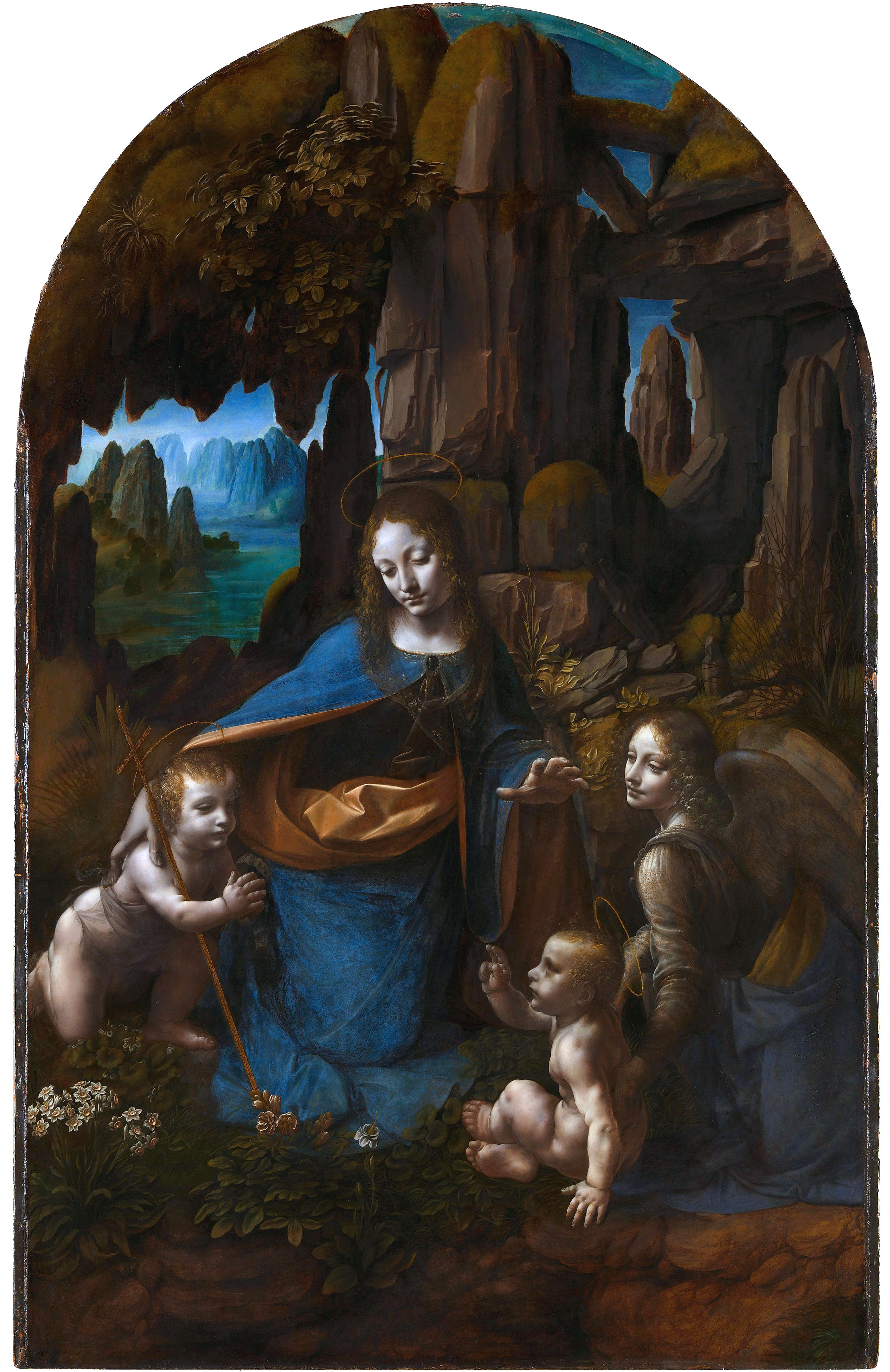
Leonardo da Vinci: Sziklás Madonna (1508, The National Gallery, London)

A reneszánsz kort az itáliai reneszánsz nyitotta meg. 1420 körül Észak-Itáliából indult, központja Firenze volt. Később terjedt dél felé, hogy Rómát is teljesen újjáformálja, a város teljesen újjáépült. Itáliából terjedt el Európa többi részére.

### Előzmények
A késő középkorra Közép- és Dél-Itália, amely egykoron a Római Birodalom szíve volt, messze elmaradottabbá vált Észak-Itáliánál. Róma lepusztult, a pápai állam gyenge irányítás alatt állt, a pápaság intézménye átkerült a franciaországi Avignonba. Nápoly, Szicília és Szardínia rövidebb-hosszabb időszakokra idegen uralom alá került.
A 14. században Észak-Itália egymással hadakozó városállamokból állt. A legerősebbek ezek közül Milánó, Firenze, Pisa, Siena, Genova, Ferrara és Velence voltak. Észak-Itáliát ráadásul a pápai erők és a Német-római Birodalom közötti hosszúra nyúló hatalmi harcok is szétszabdalták. Mindegyik város valamelyik oldalhoz tartozott, de belsőleg is megosztottak voltak. A kívülről jövő támadás kevésbé volt jellemző, az államok közötti gyakori háború viszont annál inkább.
Az észak-itáliai államok a leggazdagabbnak számítottak Európában. Az arab világon és a Bizánci Birodalom területein át vezető főbb nemzetközi kereskedelmi útvonalak az erős hadiflottát építtető Genova, Pisa és Velence kikötőiben értek véget. A szárazföldi államok a kereskedelmen túl a Pó völgyében folyó gazdag mezőgazdasági tevékenységnek köszönhetően virágoztak. Firenze az Észak-Európából importált gyapjúra és a keleti selyemre épült textilipar és ruhagyártás fellendülésének köszönhette gazdagságát. Abban a korban a hadseregeket főként zsoldosok alkották, és ezek a városállamok tekintélyes haderőt tudtak felvonultatni viszonylag csekély népességük ellenére is.
Az Egyiptomtól a Balti-térségig terjedő megnövekedett kereskedelem jelentős többletet termelt, ami bányászati és mezőgazdasági beruházásokat tett lehetővé. Ezáltal, míg Észak-Itália nem volt gazdagabb erőforrásokban Európa más részeinél, a fejlesztések sokkal magasabb megtérülést hoztak neki.
A kereskedelemből származó többletbevétel Észak-Itáliát Európa pénzügyi központjává is emelte. A firenzei forint vált a nemzetközi kereskedelem de facto pénzévé, egyúttal Firenze az európai bankszakma fővárosává vált. A megerősödött céhekben képzett kereskedők dolgoztak, akik a város gazdagságának és a kormány erejének alapjait jelentették.
A Földközi-tengeren átívelő kereskedelmi utak a kultúra és a tudás útvonalai is voltak egyúttal. Konstantinápolytól az akkoriban kereszténnyé vált Spanyolországig és az arab világig a klasszikus kor régi, szinte elfeledett ismeretei áramlottak a központokba. Egyiptomból és Levantéből így jutottak el az arab tudományos, filozófiai és matematikai ismeretek is Észak-Itáliába.
A reneszánsz felvirágzásának központi eleme volt a feudalizmus vége, és Észak-Itália kedvező helyzetben volt, mert Európa többi részéhez képest sokkal kevésbé volt feudális, a földbirtokos nemesség gyengébb volt a városi patriarkáknál. A kereskedelem bővülése a reneszánsz elején felerősítette ezt a jellegzetességet. A feudalizmus hanyatlása és a városok virágzása egyúttal öngerjesztővé és egymást erősítővé vált; például a luxuscikkek iránti kereslet a kereskedelem növekedését hozta, ami a kereskedők gazdagodásával járt, vagyis új keresletet teremtett a luxuscikkekre.
A reneszánsz elérkezését több katasztrófa is megelőzte, ami önmagában még nem jelezte, hogy rövidesen új eszmék látnak napvilágot.
Az Oszmán Birodalom kettészakította a keleti világot, elvágva ezzel a kereskedelmi utakat. 1345-ben Anglia nem tudta kifizetni a kölcsöneit, ami zavart keltett a bankszektorban és a két legnagyobb itáliai bank összeomlásához vezetett. Két évvel később pedig eljött a fekete halál, ami végigsöpört Európán és súlyos csapást mért különösen a sűrűn lakott településekre. A zűrzavar növekedett, ezt jelezte 1378-ban a firenzei textilmunkások felkelése is. A katasztrófák azonban paradox módon inkább előkészítették a reneszánsz kialakulását, semmint meggátolták volna azt.
Az Oszmán Birodalom Bizánc elfoglalásával menekülthullámot idézett elő a gazdag és művelt görögök körében, akik az ókori görög tudást, ismereteket és kultúrát hozták magukkal Itáliába.
A pestis ugyan letarolta Európa lakosságának egyharmadát, de a fennmaradt népesség gazdagabbá, tápláltabbá vált, értéktöbblete képződött, amit luxuscikkekre, művészetekre, építészetre fordíthatott. A járvány csillapodtával a kora 15. században Európa népessége újra növekedésnek indult, ami a termékek és szolgáltatások iránti fokozódó kereslet miatt a bankárok, kereskedők és kisiparosok rétegének kialakulásához és megerősödéséhez vezetett.
A Bardi- és a Peruzzi-bankok összeomlása Firenzében megnyitotta az utat a Mediciek felemelkedése előtt.

### Fejlődés
A firenzei etosz a Mediciek, a művészeteket és építészetet pártoló gazdag bankárcsalád uralkodása alatt érte el csúcspontját, és gyorsan terjedt Firenzéből a környező államok felé. 1447-ben Francesco Sforza lépett hatalomra Milánóban és a még középkori várost felgyorsult ütemben a művészetek és a tudás központjává tette. Velence szintén a reneszánsz kultúra, különösen az építészet központjává vált, miután leszámolt ellenlábasaival, Pisával és Genovával, és felügyelete alá vonta a Földközi-tengert.
1378-ban VI. Orbán pápa visszatért Rómába, de a néhai birodalmi központ a reneszánsz első éveiben továbbra is szegény és lepusztult maradt. A nagy átalakulás V. Miklós pápa uralma alatt jött el, aki nagyszabású újjáépítésbe fogott, aminek következtében a város nagyrészt megújult. Részben a Medici és Borgia családok pápai befolyásának következtében a reneszánsz művészet és filozófia egyhamar eljutott a pápai államba. IV. Szixtusz pápa folytatta V. Miklós munkáját és többek között elrendelte a Sixtus-kápolna megépítését.

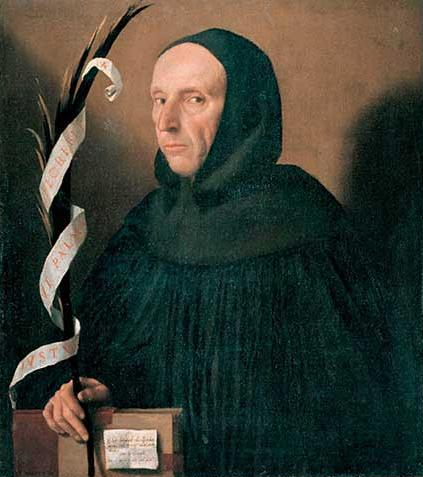
Girolamo Savonarola prédikációi nyomán 1497 és 1498 februárjában Firenzében a „világi hívságok, erkölcstelenségek” tárgyait, műalkotásait máglyára vetették

A reneszánsz vége ugyanúgy csak pontatlanul határozható meg, mint a kezdete. Firenzében Girolamo Savonarola 1497-ben bekövetkezett hatalomra lépése jelentette a város virágzásának végét. Miután a merev, aszketikus szerzetes a reneszánsszal érkező szekularizáció és a nemi élvezetek, a homoszexualitás terjedésének negatív reakciói miatt hatalomra jutott, szűkszavú törvényei értelmében műalkotások ezrei semmisültek meg a „Hiúság máglyáján”, Firenze központjában. A legismertebb dátum a reneszánsz végére Itáliában 1527. május 6., amikor spanyol és német csapatok lerohanták és kifosztották Rómát (Sacco di Roma). A félszigetre való benyomulás idegen hatalmak több évszázados uralmának kezdetét jelentette, ugyanakkor a hadművelet után még évekkel is készültek reneszánsz képek és épületek. A zenetörténelem számára például a reneszánsz vége rendszerint 1600 vagy 1620.

### Politika és háború
A reneszánsz első része alatt a városállamok között az elsőségért csaknem állandó háború folyt földön és vízen egyaránt. A szárazföldi harcokban főként zsoldosok küzdöttek, akiket szerte Európából toboroztak, de különösen Németországból és Svájcból érkeztek sokan. A zsoldosok indokolatlanul nem akarták kockára tenni az életüket, így a háború főként ostromok és dobálós csaták közötti manőverekből állt. Mindkét oldal zsoldosainak az volt az érdekük, hogy elnyújtsák az összeütközéseket, mert tovább tartott a foglalkozásuk. Ráadásul a zsoldosok állandó fenyegetést jelentettek az alkalmazóik számára is. Ha nem kaptak fizetést, a gazdájuk ellen fordultak. Ha nyilvánvalóvá vált, hogy egy állam a zsoldosai markában van, nagy volt a kísértés a zsoldosok számára, hogy átvegyék az irányítást és ez párszor elő is fordult.
A tengeren az itáliai városállamok flottái csatáztak, itt a fő versenyzők Pisa, Genova és Velence voltak. Egy hosszabb konfliktus után a genovaiaknak sikerült szétverni a pisaiakat, de Velence erősebb ellenfélnek bizonyult és egy velencei támadás során 1380-ban a genovai flottát megsemmisítették, amitől kezdve Velence lett az egyeduralkodó.
A szárazföldön Firenze és Milánó csatázott évtizedekig a vezérszerepért. A két hatalom azonban 1454-ben félrerakta sérelmeit és békét kötött, ami évszázadok óta először viszonylagos nyugalmat kölcsönzött a térségbe.

### Tudomány és filozófia

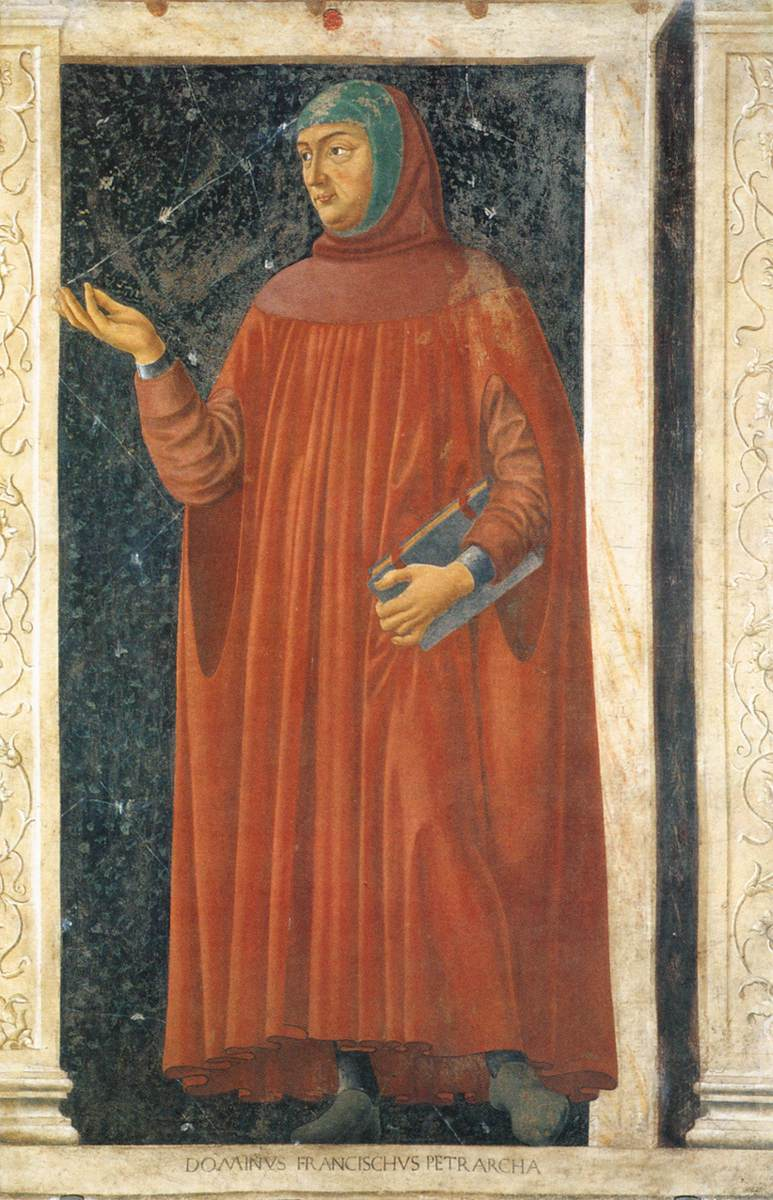
Francesco Petrarca (1304–1374), a humanizmus atyja

Petrarca volt, aki megalapította az új tudásszerzési módszert, a humanizmust, amely az embert az önálló döntés és gondolkodás képességével rendelkező racionális és érző lénynek tekinti.
Petrarca a klasszikus latin mellett a görög irodalom megismerését is bátorította. (Ebben fontos tényező volt több elveszettnek hitt vagy feledésbe merült ókori kézirat előkerülése.) Ezeket a törekvéseket a vagyonos itáliai előkelőségek, kereskedőfejedelmek és urak is nagylelkűen támogatták és komoly összegeket fordítottak könyvtárak építésére. A múlt felfedezése divatossá, sőt a társadalom felsőbb osztályaiba való belépéshez szükséges szenvedéllyé vált.
A görög munkák megismerésével, a kéziratok összegyűjtésével, miután könyvtárakat és múzeumokat hoztak létre, elérkezett a könyvnyomtatás hajnala. A görögről és latinról kortárs nyelvekre fordított szövegek szerte Európában fogékony közönségre találtak.
A reneszánsz során a filozófiával, művészetekkel és irodalommal való foglalatosság mellett is tovább élt a tudományos elmaradottság. A klasszikus források iránti hódolat tovább őrizte Arisztotelész és Ptolemaiosz nézeteit is a világegyetemről. Egyúttal a természetet a humanizmus is élő lélekkel rendelkező teremtménynek kezelte, amit nem törvények vagy a matematika irányít és a filozófia is sokat vesztett szigorúságából, amikor a logikai törvényeket és a dedukciót másodlagosnak tekintette a megérzéshez vagy az érzelmekhez képest.
A reneszánsznak Észak-Európába kellett eljutnia ahhoz, hogy a tudomány újjá tudjon éledni olyan nagyságokkal, mint Kopernikusz, Francis Bacon és Descartes. Ők azonban sokkal inkább kora felvilágosodáskori gondolkodóként, semmint késő reneszánszként ismertek. (Lásd a Tudományos forradalom szócikket. )

### Irodalom és költészet

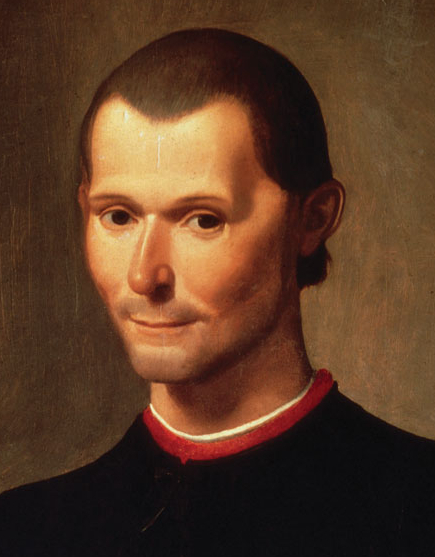
Niccolò Machiavelli (1469–1527)

#### Korszakai

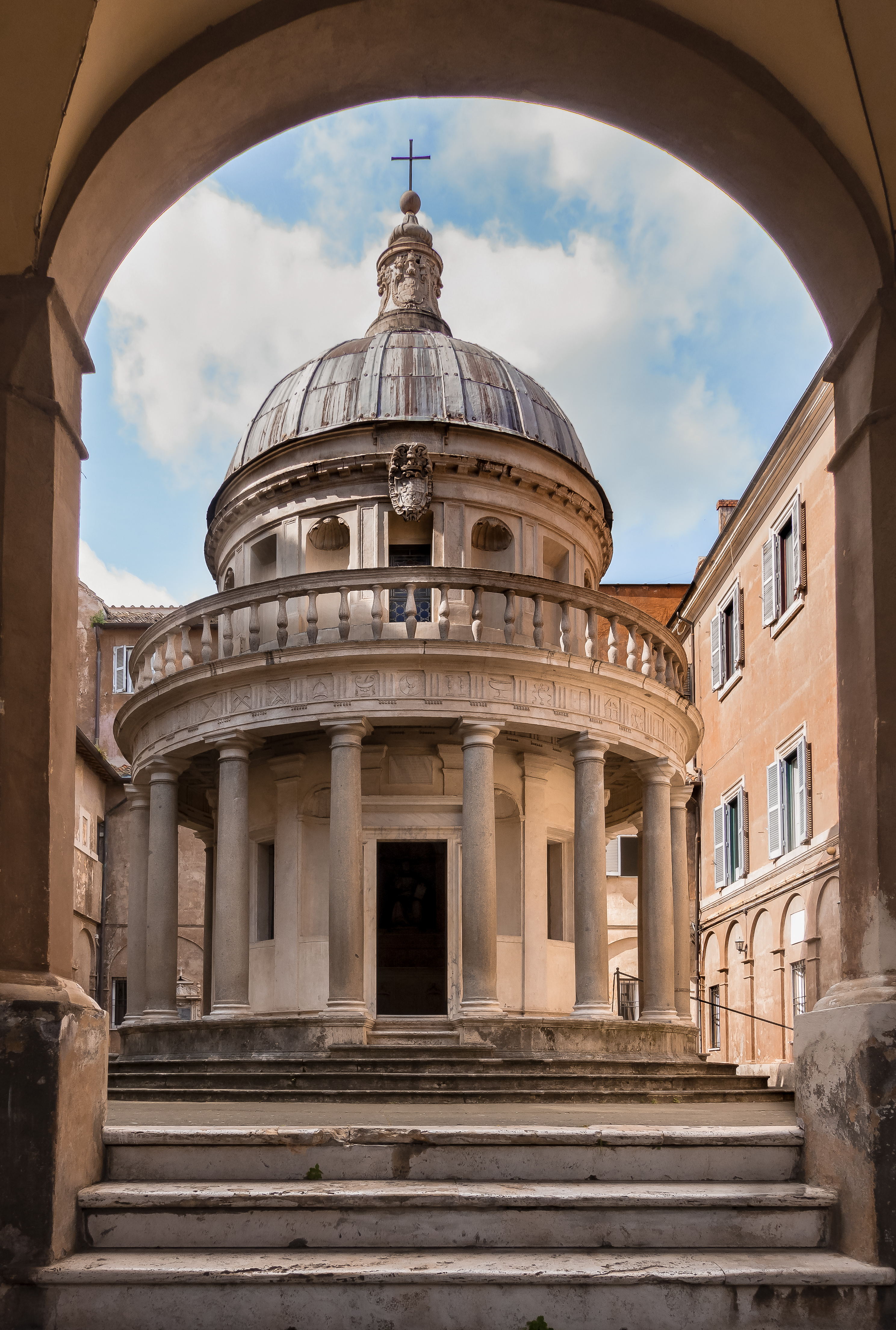
Bramante: Tempietto di Bramante (San Pietro in Montorio)-templom, Róma
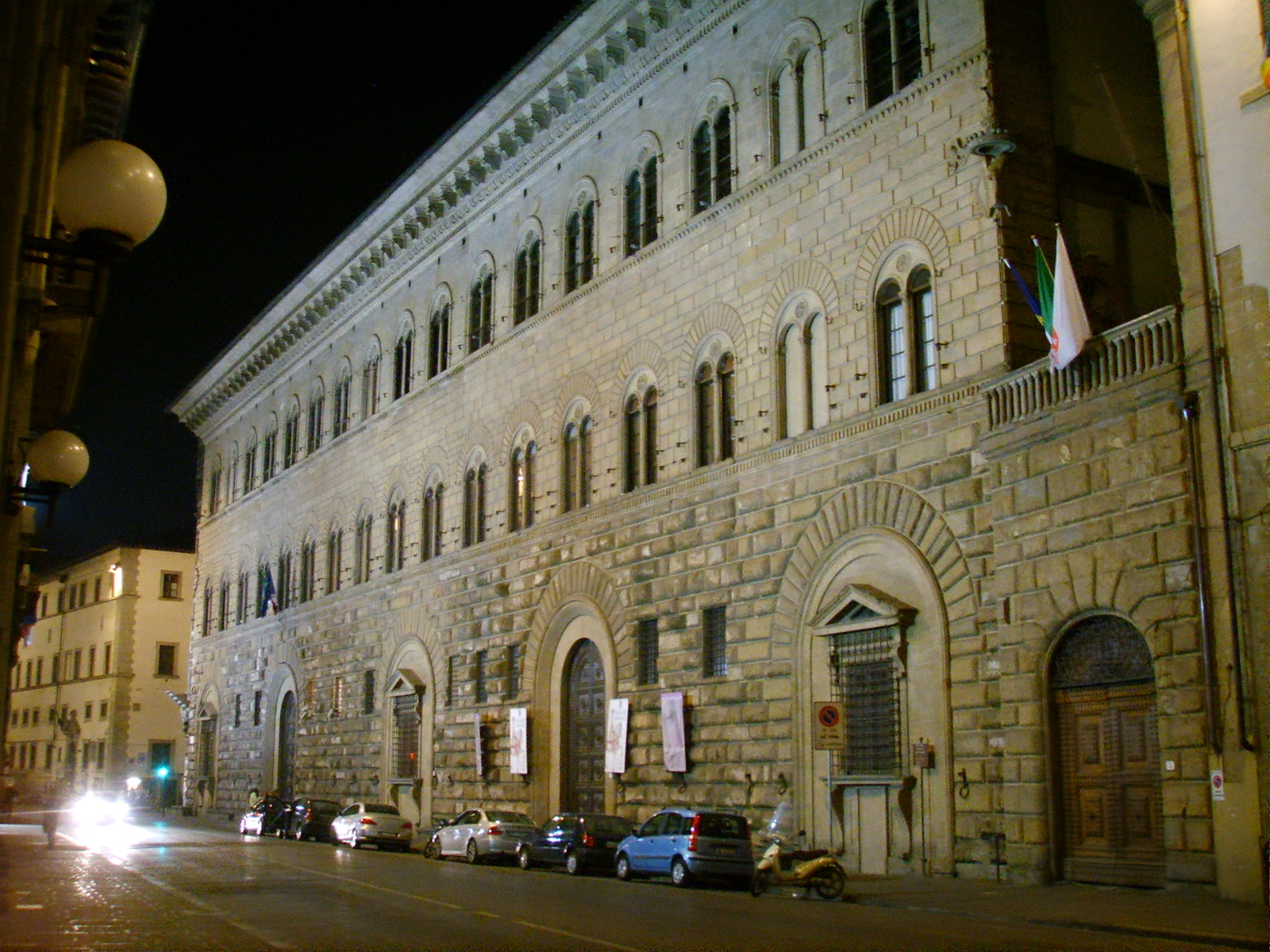
Michelozzo: Medici Riccardi-palota, Firenze (1444)
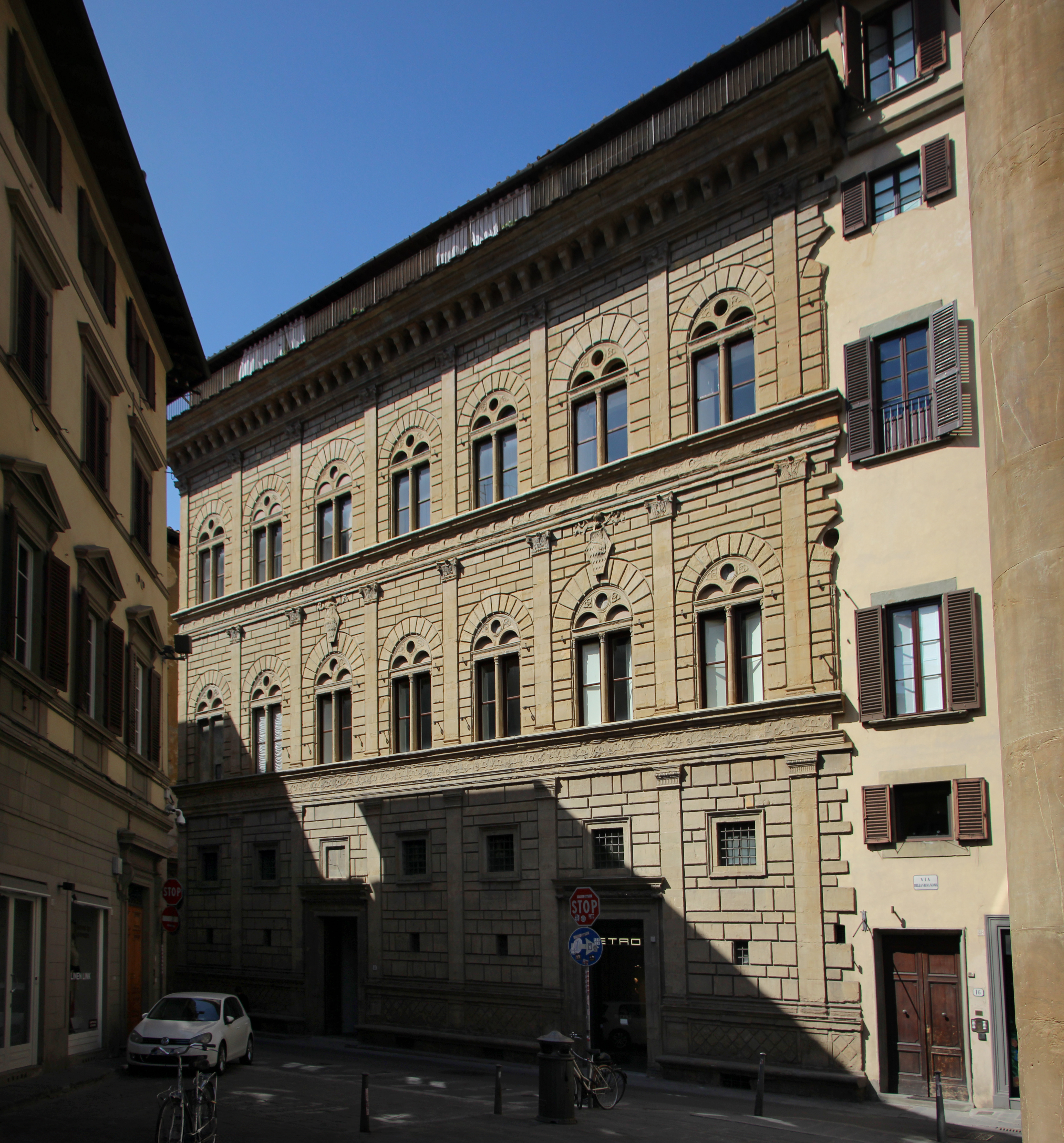
A Rucellai-palota, Firenze
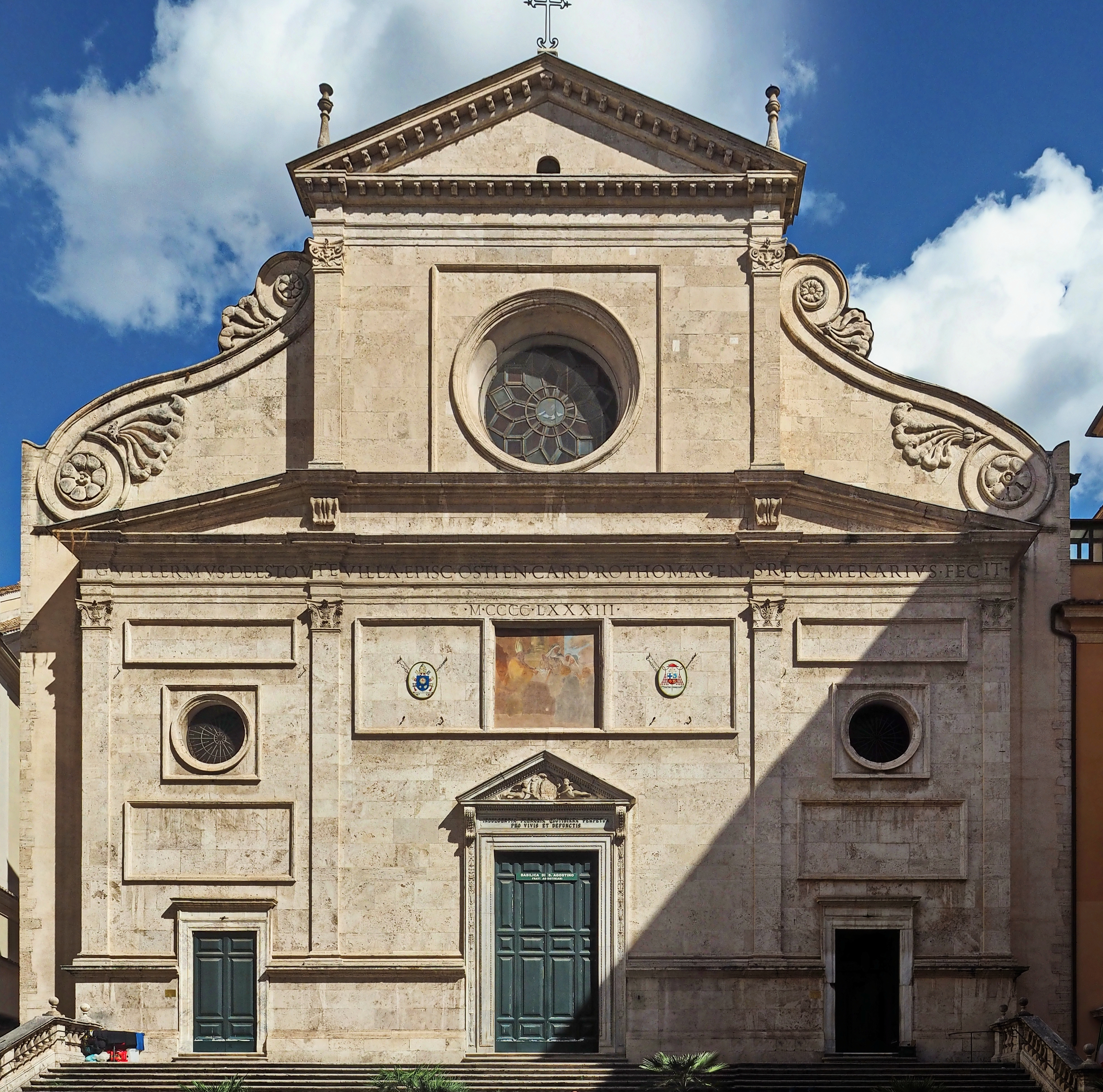
A római Sant'Agostino homlokzata
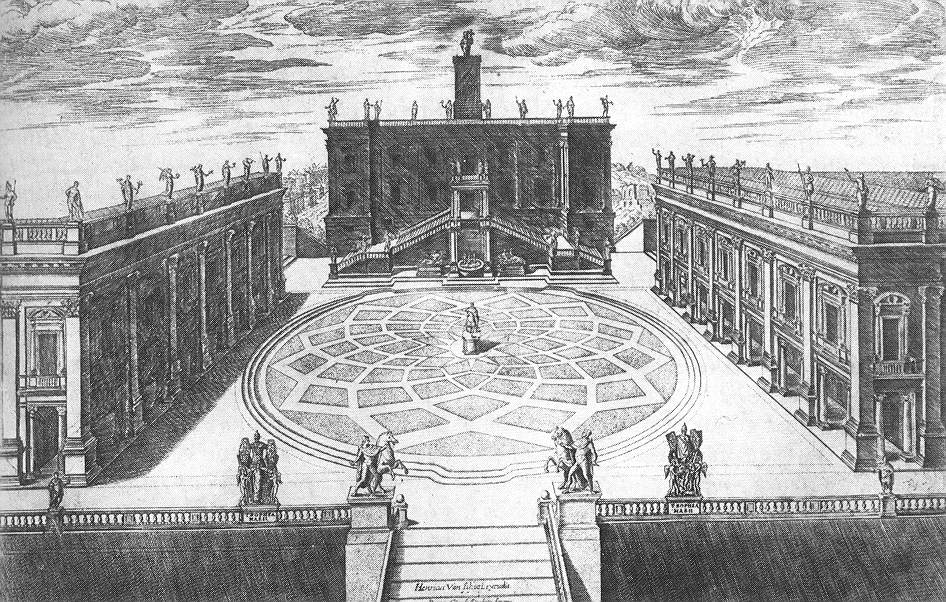
Michelangelo: A római Capitolium tér

## Északi reneszánsz

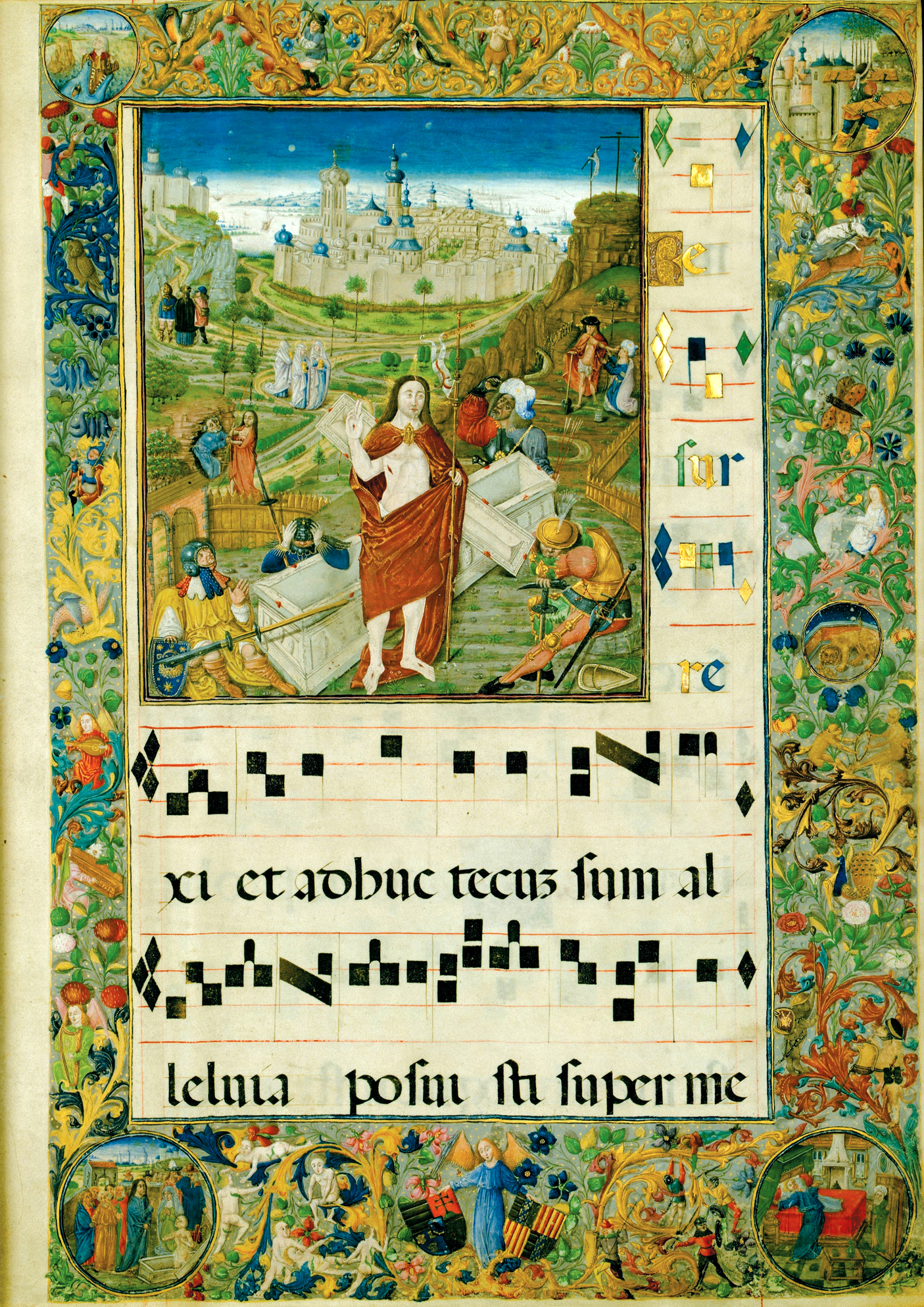
A Mátyás-graduale néven ismert énekeskönyv egy lapja

### Írók/költők

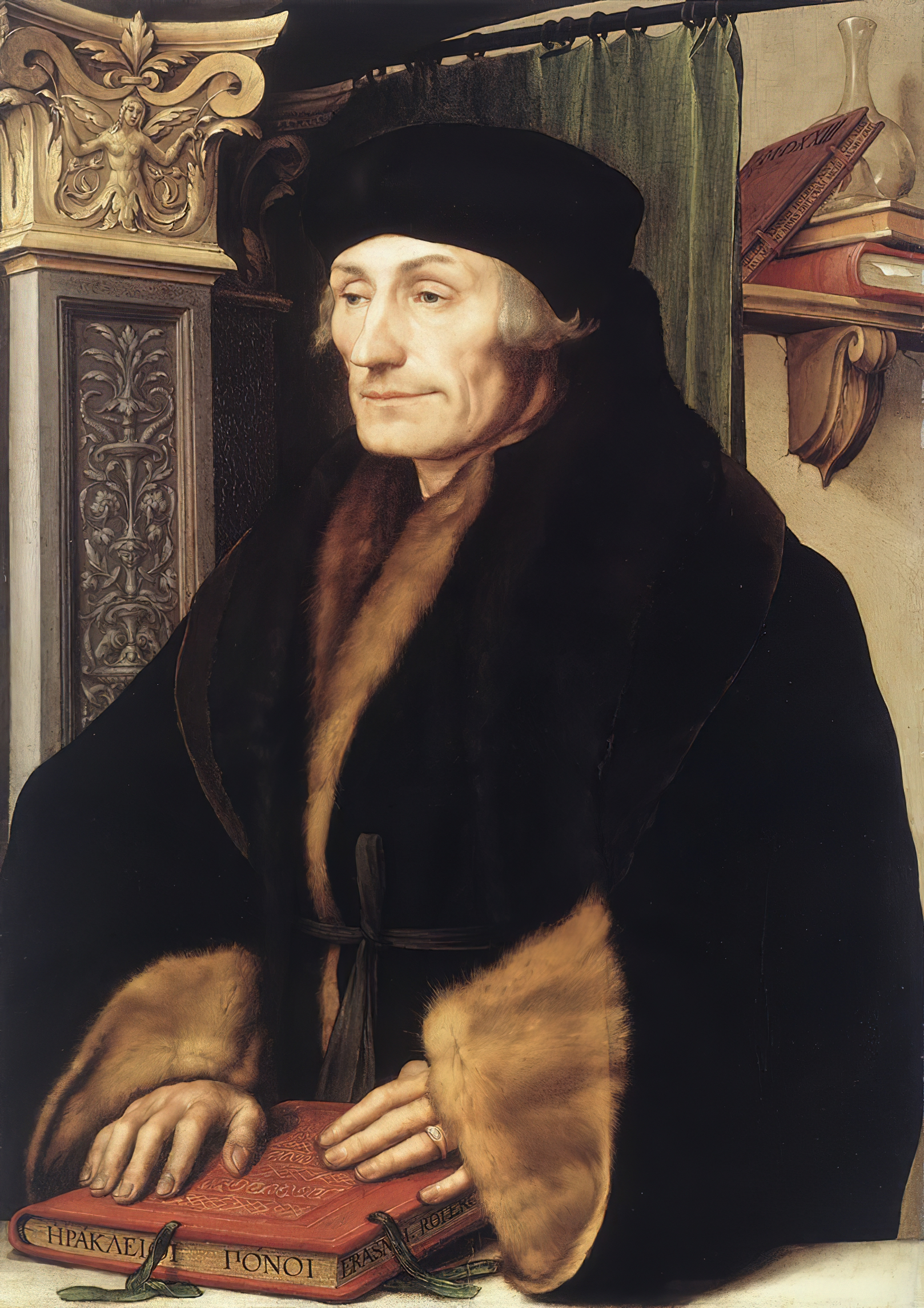
Rotterdami Erasmus ifj. Hans Holbein festményén (1523)

### Művészek

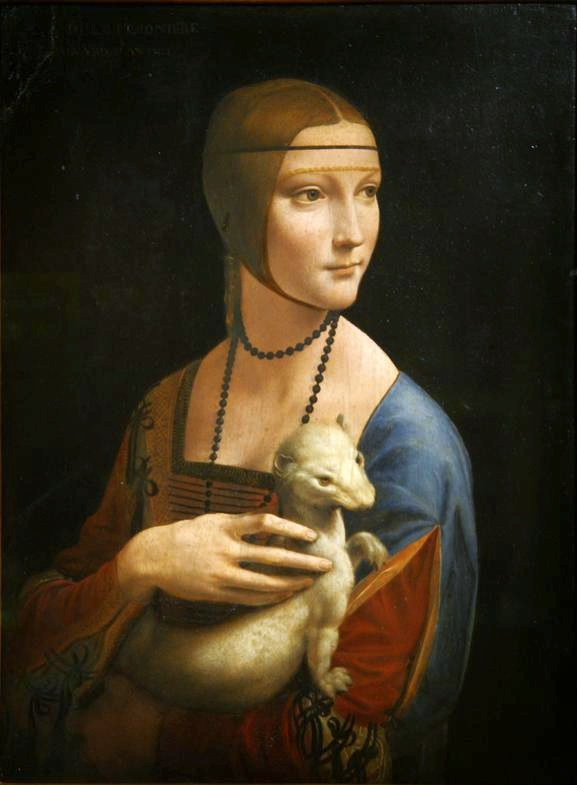
Leonardo da Vinci: Hölgy hermelinnel, Czartoryski múzeum, Krakkó

### Tudósok

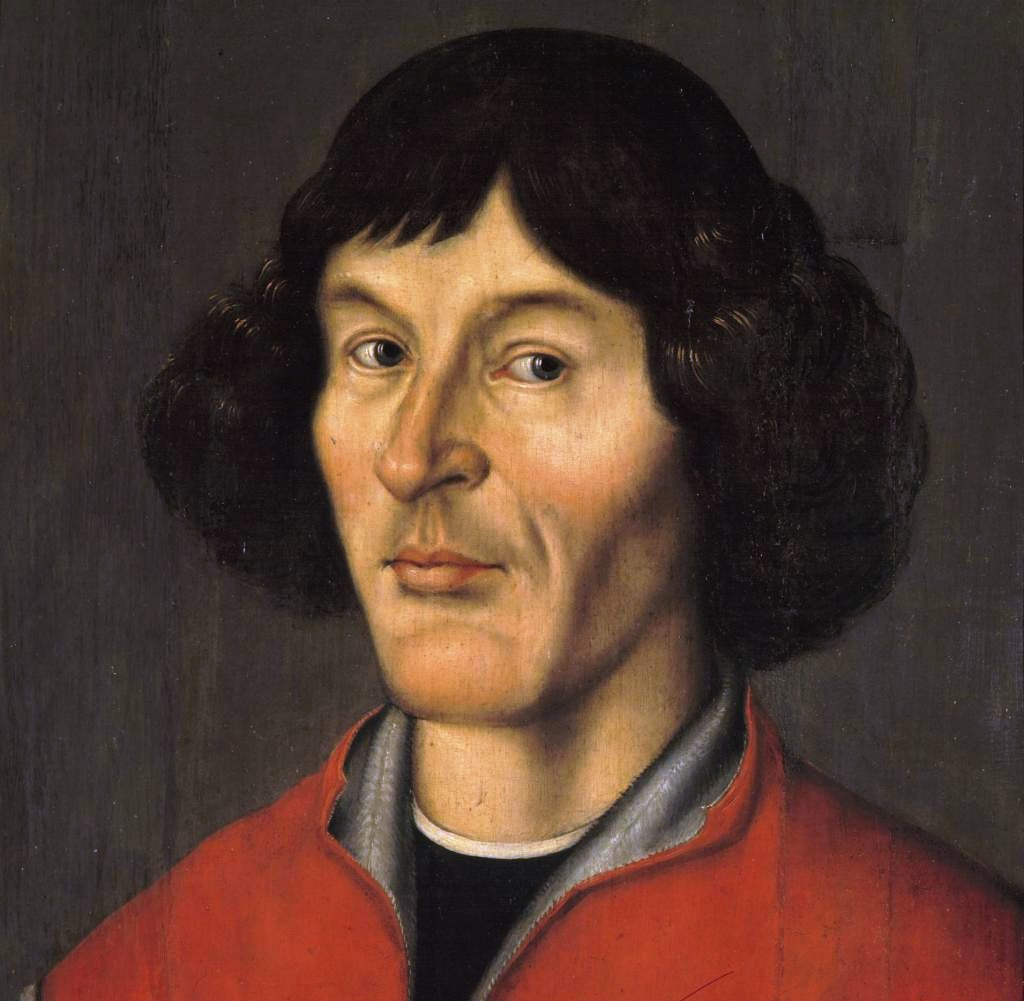
Kopernikusz